# Franco Oppo
Franco Oppo (Nuoro, 2 ottobre 1935 – Cagliari, 14 gennaio 2016) è stato un compositore italiano.

## Biografia
Nacque a Nuoro nel 1935 da Carlo Oppo Villasanta e da Olimpia Umana. Si trasferì con la famiglia a Cagliari negli anni cinquanta e studiò al Conservatorio della stessa città, dove si diplomò in pianoforte (1958), musica corale e direzione di coro (1960), composizione (1961). In seguito studiò con Goffredo Petrassi e Giorgio Federico Ghedini, e tra il 1961 e il 1968 seguì vari corsi di perfezionamento a Venezia, Roma, Varsavia, Darmstadt. Dal 1965 al 2000 insegnò composizione al Conservatorio di Cagliari. Tra il 1960 e il 1979 vinse vari concorsi internazionali di composizione (Venezia, Vercelli, Boswil, Terni). È morto a Cagliari il 14 gennaio 2016.
Il suo stile muoveva dal neoclassicismo verso la musica aleatoria e la sperimentazione. I suoi studi di semiologia musicale e musica etnica hanno portato, tra l'altro, alla definizione di una teoria generale del linguaggio musicale (1975) e di un sistema dei conzertus delle launeddas (1986). Gli studi sulla musica elettronica, su casualità e determinismo nella composizione musicale, hanno dato corso a numerose relazioni in convegni internazionali su questi temi e sulla sua attività di compositore.

## Composizioni
Oppo fu autore di una vasta produzione di musica strumentale, elettronica, teatrale e televisiva eseguita in numerose rassegne internazionali. Fra queste opere si citano:
- Fasi B (per flauto, vibrafono e pianoforte - 2007)
- Con-sonanti (per clarinetto - 2007)
- Aforismi n. 9, 10 (per pianoforte - 2007)
- Concerto (per flauto e orchestra d'archi - 2006)
- Spirale (per 4 saxofoni - 2006)
- Ditirambo (per violino - 2006)
- Kantelesong (per kantele, cetra finlandese - 2005)
- Sonata B (per pianoforte e percussioni - 2005)
- Sonata (per pianoforte - 2005)
- Aforismi n. 7, 8 (2004)
- Alcune verità indimostrabili (per flauto, clarinetto basso, percussioni, pianoforte, violino e violoncello - 2004)
- Taxim (per oboe, clarinetto, fagotto, percussioni, pianoforte, violino e violoncello - 2003)
- ... quasi silenzio (composizione elettronica - 2002)
- Concerto n. 2 (per pianoforte e orchestra, in memoria di Arturo Benedetti Michelangeli - 2002)
- Nodas (per orchestra - 2001)
- Freu dich sehr, o meine seele (per organo - 2000)
- Uno spettro si "aggirava" per l'Europa (per 25 strumenti ad arco - 1999)
- Tetrafonie (per 12 voci soliste - 1998)
- Concetti fluidi (per violino, viola, violoncello e pianoforte - 1997)
- Polski walc (per flauto, clarinetto, pianoforte e quartetto d'archi - 1997)
- Concerto n. 1 (per pianoforte e orchestra - 1995)
- Baroniese (per pianoforte a quattro mani - 1993)
- Musica per undici strumenti ad arco (1992)
- Variazioni sul tema di Mozart (per orchestra - 1991)
- Figure instabili (per oboe, clarinetto, corno, fagotto e pianoforte 1989)
- Gallurese (per pianoforte a quattro mani - 1989)
- Como en lo sueños (per soprano - testo di Jorge Luis Borges - 1988)
- Eleonora d'Arborea (opera teatrale - testo di Giuseppe Dessì e Marco Gagliardo - 1986)
- Per tonos - Canone a due da hBach per flauto, clavicembalo e quartetto d'archi - 1985)
- Quadri di guerra (composizione televisiva, elettronica - regia: Roberto Olla - 1984)
- North sardinian dance (per pianoforte - 1984)
- Attitidu (per fagotto e quartetto d'archi - 1983)
- Intorno all'isola (composizione televisiva per flauto, fagotto, 3 chitarre e quartetto d'archi - regia: Roberto Olla - 1983)
- Musica per otto strumenti a fiato (per 2 oboi, 2 clarinetti, 2 corni e 2 fagotti - 1983)
- Anninnia II (per flauto, clarinetto, percussioni, pianoforte, violino, viola e violoncello - 1982)
- Praxodia II (opera teatrale per soprano, basso, 3 attori, flauto, corno, chitarra, timpani, percussioni, pianoforte, violoncello e contrabbasso - testo di Agostinho Neto - 1979)
- Anninnia I (flauto, clarinetto, chitarra, pianoforte, monocordo elettrico, piatto-campanacci-bicchieri, violino, viola, violoncello)- 1978)
- Praxodia I (per soprano, basso, flauto, corno, chitarra, timpani, percussioni, pianoforte, violoncello e contrabbasso - testo di Agostinho Neto - 1976)
- Musica per chitarra e quartetto d'archi (1975)
- Nodos (per orchestra - 1972)
- Digressione (per coro femminile e orchestra - testo di Andrzej Vosnesenskij - 1970)
- Cinque pezzi per pianoforte (1970)
- La bottega del pane, (5 canzoni su testi di Bertoldo Brecht, composizione teatrale - 1969)
- Concerto per violoncello e orchestra (1964)
- Don Chisciotte (per voce recitante, flauto, clarinetto basso, tromba, percussioni, arpa e pianoforte -  testo di Hazim Hikmet - 1963)
- Allitterazioni-Organum-Ragtime (per flauto, oboe, clarinetto, fagotto, corno, tromba, trombone, violino, viola, violoncello e contrabbasso - 1961)
- Fantasia (per pianoforte e orchestra - 1960)
- Variazioni sul tema di Schumann (per pianoforte - 1953)
- Sonatina (per tromba e pianoforte 1951)
- Sonatina (per corno e pianoforte 1951)